# Bertoldsbrunnen

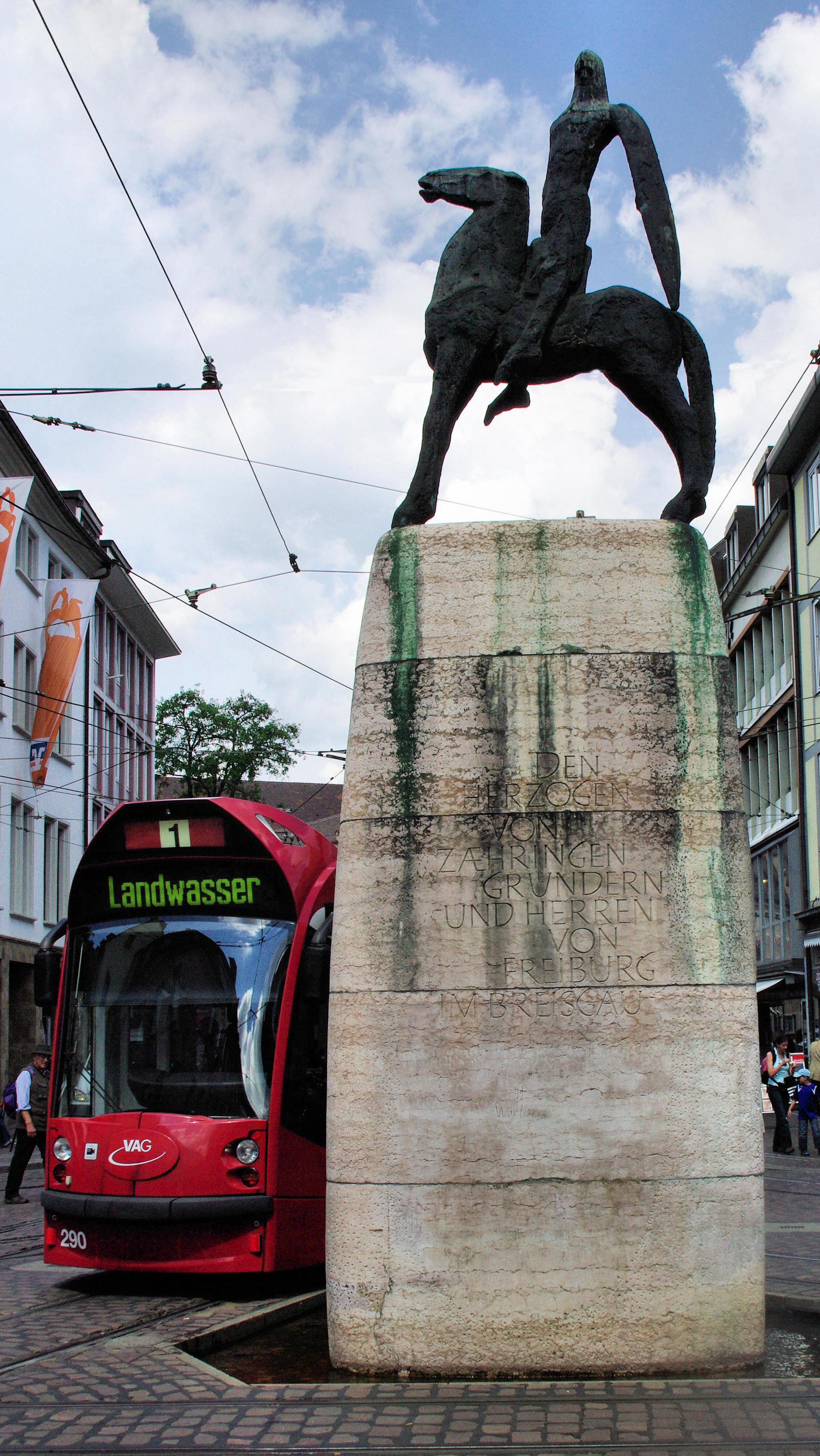
Neuer Bertoldsbrunnen in Freiburg (2009)

Der Bertoldsbrunnen ist ein Denkmal in der Altstadt von Freiburg im Breisgau. Er befindet sich auf der Kreuzung der Salz- und der Bertoldstraße mit der Kaiser-Joseph-Straße. Der Brunnen ist einer der zentralen Punkte der Stadt. An ihm befindet sich die gleichnamige Haltestelle, an der vier der fünf Straßenbahnlinien der Freiburger Verkehrs AG halten.

## Geschichte
Bis 1806 stand auf der Kreuzung der Kaiser-Joseph-Straße und der Salzstraße der Fischbrunnen. Weil hier ein neuer Brunnen aufgestellt werden sollte, wurde der alte Fischbrunnen in der Kaiser-Joseph-Straße nach Norden auf die Höhe der Münsterstraße verschoben. Er wurde im Zweiten Weltkrieg zerstört, eine Kopie wurde danach auf der Nordseite des Münsterplatzes aufgestellt.
Der neue Brunnen an der Straßenkreuzung Salz- und Kaiser-Joseph-Straße wurde im Jahre 1807 zur Erinnerung an den 5. Mai 1806 erbaut, an dem die Freiburger ihrem neuen Landesherren Kurfürst Karl Friedrich von Baden, der im Juni 1806 zum Großherzog aufsteigen sollte, den Huldigungseid schworen. Das „Denkmal der Herzöge von Zähringen“ galt jedoch nicht nur Friedrich, der den Titel Großherzog von Baden, Herzog von Zähringen führte. Ebenso war es Zeichen der Verehrung der Herzöge Berthold III., dem Gründer Freiburgs, Konrad I., dem Erbauer des Münsters und Albert von Österreich, dem Stifter der Albert-Ludwigs-Universität Freiburg. Dies wurde durch lateinische Inschriften am Postament des Brunnens ausgedrückt, übersetzt:
- Nordseite:

„CARLO FREDERICO MAGNO BADENSIUM DUCI, DUCUM ZARINGIAE PROLI, INTER IMPERANTES NESTORI, PRINCIPI OPTIMO GRATA CIVITAS FRIBURGENSIS MDCCCVII.“

„Karl Friedrich dem Grossherzog von Baden, aus dem Stamme der Herzoge von Zäringen entsprossen, dem Aeltesten der Besten der Fürsten, weihet dieses Denkmal Freyburgs dankbare Bürgerschaft im Jahre 1807“

- Ostseite:

„EN BERTOLDUM III ZARINGIAE DUCUM QUI FRIBURGUM CONDIDIT LIBERAM CONSTITUIT, PRIMAM CISRHENAM SUIS LEGIBUS VIVERE JUSSIT MCXX.“

„Sieh Bertold den dritten Herzog von Zaeringen, welcher Freyburg erbaute, zur gefreyten Stadt erhob, und sie mit Munizipal-Gesetzen - den ersten diesseits des Rheins - ausstattete im Jahr 1120.“

- Südseite:

„CONRADUS ZARINGIAE DUX, BERTOLDI III FRATRER, BURGUNDIAE RECTOR HUIUS URBIS TEMPLUM TURRIMQUE, AETERNUM ZARINGICAE PIETATIS MONIMENTUM, CONDERE COEPIT MCXXIII.“

„Konrad Herzog von Zaeringen, Bertholds des dritten Bruder, Regent von Burgund fieng den Tempel und Thurm unserer Stadt - dieses ewige Denkmal hoher Gottesverehrung seines Stammes - zu erbauen an im Jahre 1123.“

- Westseite:

„BERTOLDI I PRONEPOS XXIV SCIENTIARUM ACADEMIAM AB ALBERTO AUSTRIACO MCCCCLVI FRIBURGI FUNDATAM FIRMAVIT LEGIBUS, REDITIBUS AUXIT MDCCCVI.“

„Bertholds des ersten  Herzogs von Zaeringen Vierundzwanzigster Urenkel war der hohen Schule, welche Albert Herzog von Oesterreich im Jahr 1456. hier stiftete, Erhalter und Vermehrer im Jahre 1806.“

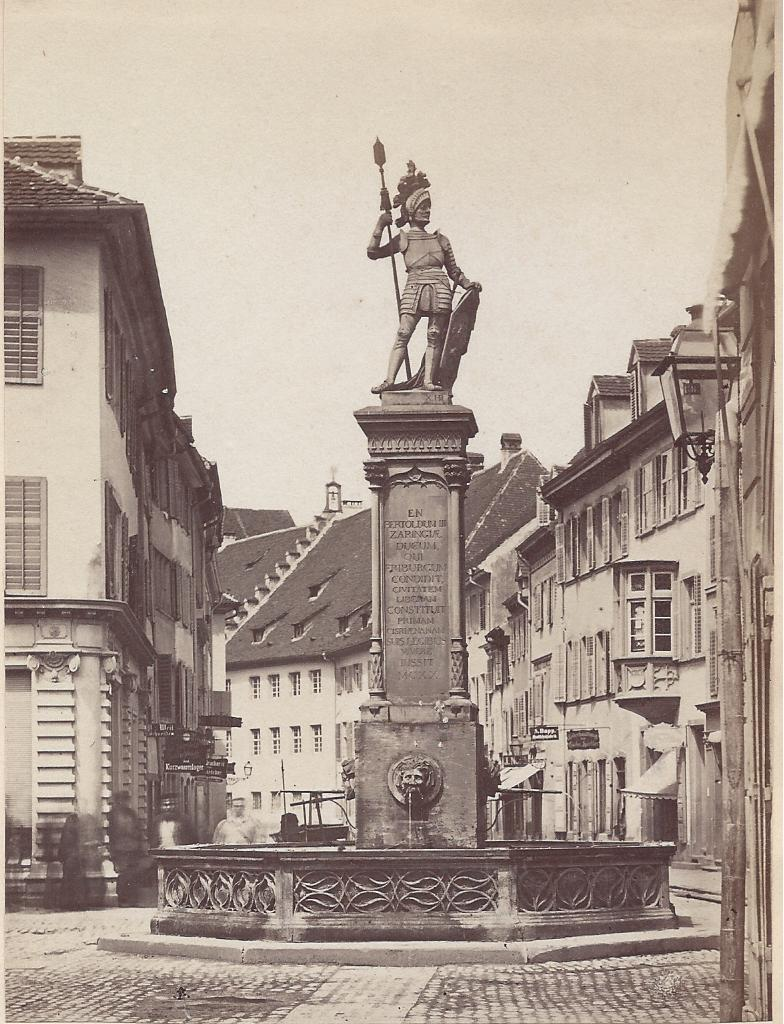
Der Vorgängerbrunnen mit der ursprünglichen Brunnenschale von Franz Anton Xaver Hauser (um 1860)

Das Denkmal entstand nach Plänen des Freiburger Stadtrats Ferdinand Weiß, die durch den badischen Baudirektor Friedrich Weinbrenner begutachtet und verändert wurden. Errichtet wurde der Brunnen vom Maurer- und Steinhauermeister Johann Georg Riescher (1759–1827), während der Bildhauer Franz Anton Xaver Hauser das Modell, die Inschriften und die Statue ausführte. Letztere zeigte Berthold III. von Zähringen, dargestellt als geharnischter Ritter mit Schild und Speer. Das Standbild war nach Osten gerichtet, gegen die benachbarte Stammburg der Zähringer.
Die Statue wurde auf einem hohen quadratischen Postament aufgestellt, für das Rischer vertragsmässig „den grossen 10½ Schuh langen, 5½ Schuh breiten und 1 Schuh dicken Altarstein aus der abgebrochenen Dominikanerkirche“ zu verwenden hatte. Die restlichen Steine stammten aus einer Steingrube in Mussbach, das heute zu Freiamt gehört. Die Kosten des Monuments beliefen sich auf 3806 Gulden. Riescher wurde bei seinen Arbeiten an Trog und Säule von Hauser unterstützt, der in der Folge dafür gerügt wurde, dass sich die Fertigstellung der Statue verschob. Vinzenz Hauser (1759–1831), ein Bruder Franz Anton Xavers, war für Vergolderarbeiten am Denkmal zuständig.

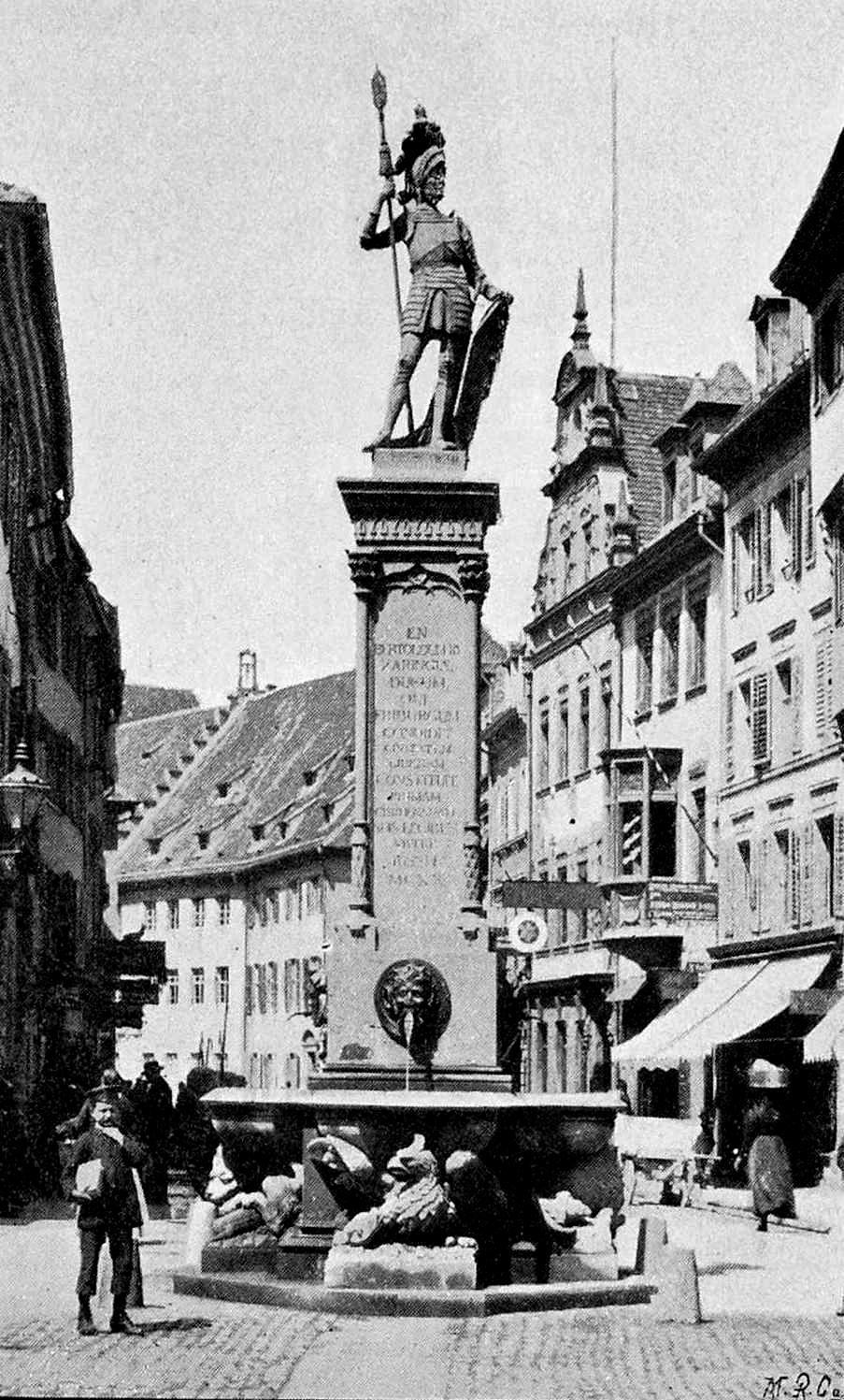
Vorgängerbrunnen mit neuer Brunnenschale von Julius Seitz (1898)

Im Jahr 1888 wurde zur Erleichterung des Verkehrs das frühere achteckige Brunnenbecken entfernt und stattdessen an jeder Seite des Unterbaues durch den Bildhauer Julius Seitz eine Schale angegliedert, deren Träger in stilisierten Tiergestalten die vier Elemente versinnbildlichten. Im Jahr 1904 wurde der Brunnen zudem 2,50 Meter nach Norden verschoben, um der Gleisänderung der elektrischen Straßenbahnen gerecht zu werden. Die Angaben der Freiburger Zeitung bzw. deren Beilage Freiburger Stadtanzeiger, dass der Bertoldsbrunnen noch zu dieser Zeit im Volksmund als Fischbrunnen bezeichnet wurde, ist irrig, da der Fischbrunnen 1806 als Nachbarbrunnen in nördlicher Richtung versetzt worden war und durchgehend seinen Namen behielt.
Der Zähringer-Brunnen wurde am 27. November 1944 während eines britischen Luftangriffs vollständig von Bomben zerstört. Das Angebot des Freiburger Bildhauers Hugo Knittel, eine kostenlose Nachbildung der alten Figur zu erstellen, wurde vom für den Wiederaufbau zuständigen Joseph Schlippe abgelehnt, da man nun einen „zeitlosen“ Brunnen erstellen wollte. Knittels Entwurf basierte teilweise auf Vorkriegsfotografien, die von der Amateurfotografin Annemarie Brenzinger – Ehefrau des Freiburger Bauunternehmers Heinrich Brenzinger – angefertigt worden waren.
Schließlich entschied sich das Kuratorium Bertoldsbrunnen, das 1957 gebildet worden war, für den Entwurf von Nikolaus Röslmeir (1901–1977). Er sah ein relativ abstraktes Denkmal vor: einen etwa vier Meter hohen Kalksteinsockel, der in einem flachen Wasserbecken (Brunnen) steht und ein Reiterstandbild trägt. Die gesamte Form des Brunnens mit Standbild ist vom gotischen Spitzbogen inspiriert, der eine Verbindung zum mehr als 400 Jahre zuvor fertiggestellten Freiburger Münster herstellen soll. Der Sockel trägt die Inschrift Den Herzögen von Zähringen, Gründern und Herren von Freiburg im Breisgau. Die Wappen der (Schweizer) Zähringerstädte wurden nicht in den Sockel eingearbeitet, da dies den Gesamteindruck geschwächt hätte. Die Grundlage für den Reiter lieferte ein Siegelbild aus dem Mittelalter.

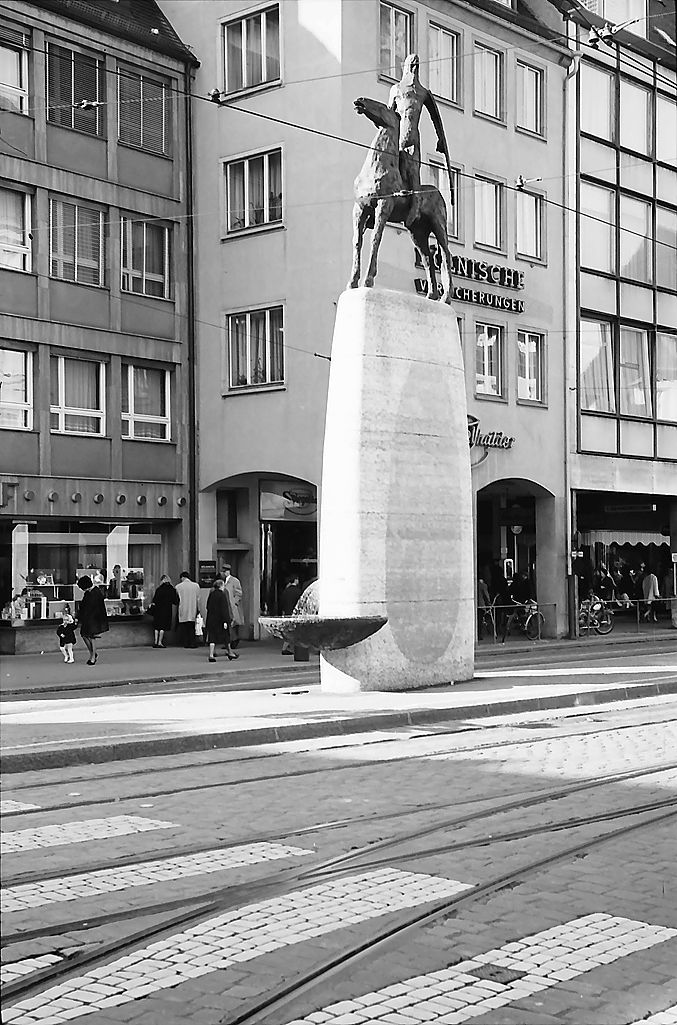
Neuer Bertoldsbrunnen am alten Standort mit alter Brunnenschale (1966)

Der Brunnen wurde durch Spenden finanziert, die gesammelt worden waren, nachdem der Stadtrat dies im Februar 1958 zur Bedingung gemacht hatte. Die Kosten für den Brunnen betrugen 120.000 DM. Am 15. November 1965 legte Oberbürgermeister Eugen Keidel den Grundstein. Am 27. November 1965, dem Jahrestag des Bombenangriffs von 1944, konnte der Brunnen der Öffentlichkeit übergeben werden, die wegen der abstrakten Gestaltung des in Bronze gegossenen Ritters nicht zufrieden war.
Am 22. November 1973 wurden die Straßen um den Bertoldsbrunnen für den motorisierten Individualverkehr gesperrt. Dies führte 1979 zum Umzug des Brunnens von der Straßenbahninsel nördlich der Kreuzung zu seinem heutigen Platz in deren Mitte. Gleichzeitig wurde die Brunnenschale abgenommen und das Monument in ein in den Boden eingelassenes Wasserbecken gesetzt, das wie die Bächle von Dreisamwasser gespeist wird.
Der Bertoldsbrunnen war vom 10. Juni 2014 bis Ende Oktober selben Jahres aufgrund einer Großbaustelle der Freiburger Verkehrs AG und der Badenova, die Schienen und Kanäle in diesem Bereich sanierten, nicht öffentlich zugänglich. In dieser Zeit wurde auch die Brunnenbeleuchtung auf LED umgestellt.
2017 wurde der Brunnen in zwei Nächten mit Hochdruckreinigern gereinigt. Dazu mussten die Fahrleitungen der Stadtbahnen vom Netz genommen werden.
Durch eine Spende der Freiburger Altstadtgesellschaft konnte im Oktober 2020 eine neue Beleuchtung für den Bertoldsbrunnen auf den umliegenden Häusern installiert werden. Auch die durch Vandalismus zerstörte Beleuchtung im Becken des Brunnens wurde erneuert.